# Есяново (Виловатовське сільське поселення)
Еся́ново (рос. Эсяново, марій. Эсяново) — присілок у складі Гірськомарійського району Марій Ел, Росія. Входить до складу Виловатовського сільського поселення.

## Населення
Населення — 81 особа (2010; 95 у 2002).
Національний склад (станом на 2002 рік):
- гірські марійці — 95 %